# Abraham Low
Abraham Low (Baranów Sandomierski, Lengyelország, 1891 február 28. – Rochester, Minnesota, USA, 1954. november 17.) zsidó származású amerikai ideggyógyász, pszichiáter és pszichológus, akit a mentális betegek számára létrehozott önsegély programja, illetve a freudi pszichoanalízis megkérdőjelezése miatt jegyeznek.

## Életpályája
Általános iskolát és gimnáziumot, illetve orvosi tanulmányait is Franciaországban kezdte 1910 és 1918 között. Később Ausztriában tanult és a hadsereg orvosi egységénél szolgált. 1919-ben, katonai szolgálata után a Bécsi Egyetemen szerzett doktori címet. Szakmai gyakorlatát is Bécsben töltötte, majd ezután 1920-ban az Egyesült Államokba emigrált, ahol 1927-ben megkapta az amerikai állampolgárságot.
1921 és 1925 között New Yorkban és Chicagóban praktizált. 1925-ben az Illinois-i Orvosi Egyetemen oktatott, majd társprofesszor lett a pszichiátrián. 1931-től igazgatóhelyettes, majd 1940-ben az egyetem Neuropszichiátriai Intézetének főigazgatója lett. 1931 és 1941 között az Illinois-i Állami Kórházat vezette. Ez idő alatt kívánság szerint szemináriumokat tartott a kórház dolgozói számára és folyamatosan kapcsolatot tartott, elbeszélgetett a legsúlyosabb mentálisan sérült betegekkel.
1936-ban tanulmányát az egyetemi kiadó publikálta Studies in Infant Speech and Thought címen. Több, mint 60 cikke jelent meg különböző témákban. Ír például az agyvelői és gerincvelői patológiákról, tanulmányozta a beszédzavart (aphasia) agykárosodott embereknél, klinikai pszichiátriai és neurológiai vizsgálatokat végzett, vizsgálta a sokkterápiát (elektrosokk), annak előnyeit és hátrányait, laboratóriumi kutatásokat végzett mentális kórképekkel kapcsolatosan, illetve számos cikket írt a csoportterápia jótékony hatásáról a gyógyulás folyamatában. Dr. Low 1954-ben halt meg a Mayo klinikán, Rochesterben, Minnesota Államban.

## Tudományos jelentősége
Hozzájárulása a pszichiátriához és elmegyógyászathoz nem éppen közismert, de munkájával számos egyéniséget támogatott az elmegyógyászat területén. 1937-ben Dr. Low megalapította a Recovery, Inc.-t, és haláláig orvosként és a szervezet főigazgatójaként működött. Ez idő alatt előadásokat tartott korábbi pácienseivel való kapcsolatáról. 1941-ben a Recovery független szervezet lett. Low három kötetes könyvet írt The Technique of Self-help in Psychiatric Aftercare címmel (beleértve a "Lectures to Relatives of Former Patients"-t is), amit a szervezet adott ki 1943-ban. A Recovery fő mottóját eredetileg 1950-ben publikálták. A szervezet 2007-es rendes éves találkozóján kihirdették, hogy innentől kezdve a szervezet Recovery International néven lesz ismert.